# 直譯語言
解释型语言（英語：Interpreted language）是一種编程语言类型。這種類型的程式語言，會將程式碼一句一句直接執行，不需要像編譯語言（Compiled language）一樣，經過編譯器先行編譯為機器碼，之後再執行。這種程式語言需要利用直譯器，在執行期，動態將程式碼逐句直譯（interpret）為機器碼，或是已經預先編譯為機器碼的子程式，之後再執行。
理論上，任何程式語言都可以是編譯式，或直譯式的。它們之間的區別，僅與程式的應用有關。許多程式語言同時採用編譯器與直譯器來實作，其中包括Lisp，Pascal，BASIC 與 Python。JAVA及C#採用混合方式，先將程式碼編譯為字节码，在執行時再進行直譯。

## 直譯語言列表
- BASIC
- LISP
- Perl
- Python
- Ruby
- JavaScript
- PHP
- R